# Јов
Јов (пуно име Јовав; хебр. אִיּוֹב, арап. أيوب) библијска је личност из Старог завета.

## Биографија
Јов је потомак Исава, унука Аврама. Живео је у Арабији око две хиљаде година пре Христа. Отац му је био Зарет, а мајка Восора. Био је веома богат, али и веома побожан. У Библији се помиње да је у његовој седамдесет деветој години попустио Бог на њега искушења тешка кроз Сатану. То је детаљно описано у Књизи о Јову. У једном дану изгубио је цело имање и своје синове и кћери. Потом се тешко разболео и цело тело му је било покривено ранама од темена до табана. Одбачен, лежао је на ђубришту изван града и комадом црепа отирао гној са рана. Међутим, Јов није заропто на Бога, него стрпљиво подносио све муке до краја. У Библији се помиње да му је зато Бог вратио здравље и дао му богатство много веће него што је пре имао, да му се опет родило седам синова и три кћери, колико је и пре имао. Јов је по Библији живео 248 година. У хришћанству Јов се сматра узором трпељивог подношења сваког страдања које Бог шаље на људе и преобразом страдајућег Исуса Христа.
Српска православна црква слави га 6. маја по црквеном, а 19. маја по грегоријанском календару.

## Галерија
- Сатана искушава Јова, слика Вилијама Блејка.
- Многострадални Јов — Кијевски псалтир
- Скулптура Јова из 1945. аутора Ивана Мештровића